# بای (سومالی)
بای (به عربی: بای) یک منطقهٔ مسکونی در سومالی است که در سومالی واقع شده‌است. بای ۱٬۴۶۷٬۳۴۵ نفر جمعیت دارد.